# Boana cordobae
Boana cordobae  es una especie de anfibios de la familia Hylidae. Es endémica de Argentina.
Sus hábitats naturales incluyen bosques templados, ríos, corrientes intermitentes de agua, pantanos y marismas de agua dulce.